# William A. Calderhead

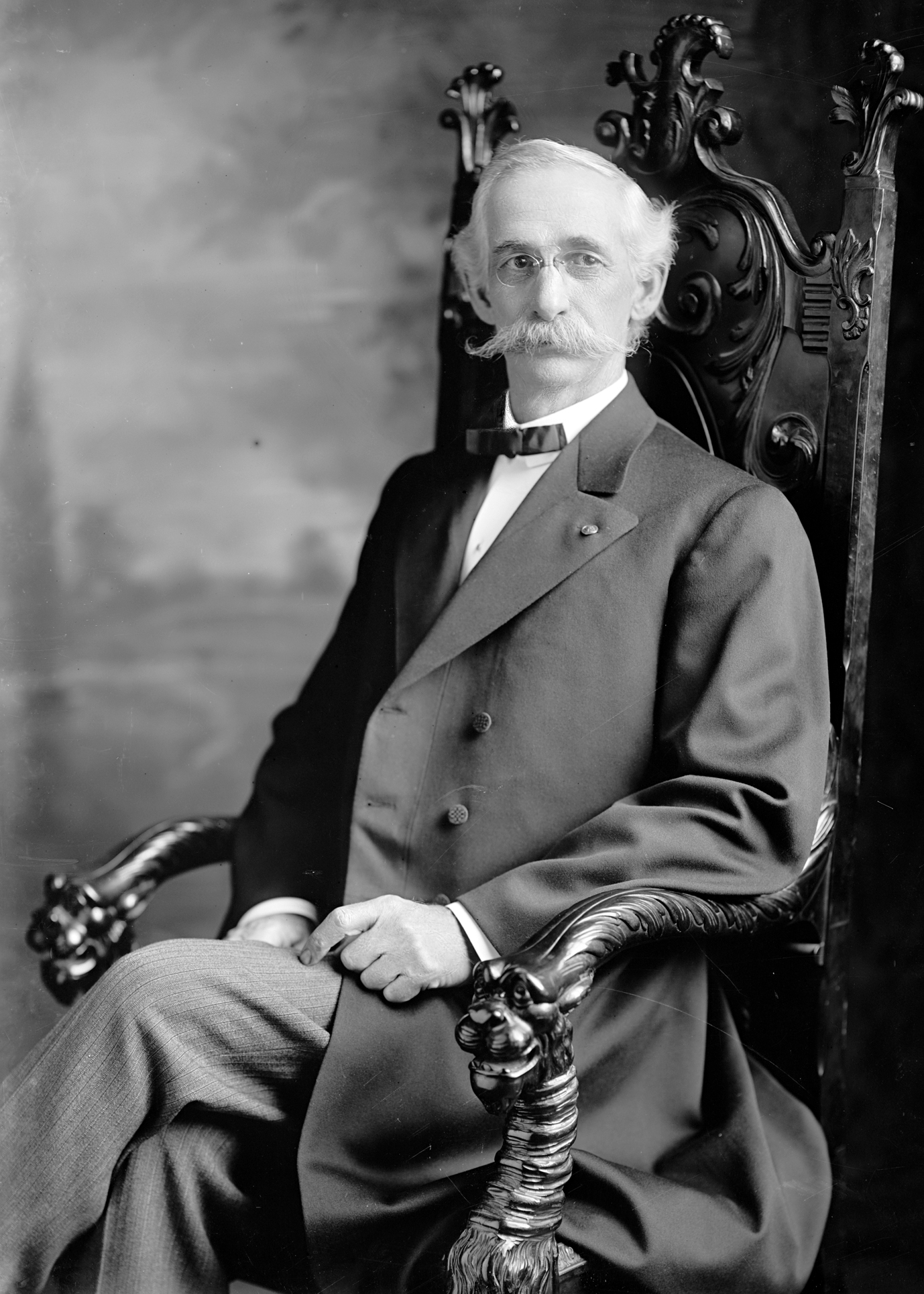
William A. Calderhead

William Alexander Calderhead  (* 26. September 1844 bei New Lexington, Perry County, Ohio; † 18. Dezember 1928 in Enid, Oklahoma) war ein US-amerikanischer Politiker. Zwischen 1895 und 1897 sowie nochmals von 1899 bis 1911 vertrat er den fünften Wahlbezirk des Bundesstaates Kansas im US-Repräsentantenhaus.

## Werdegang
William Calderhead besuchte sowohl private als auch öffentliche Schulen. Danach absolvierte er das Franklin College in New Athens. Während des Bürgerkrieges war er Soldat in einem Infanterieregiment aus Ohio. Dabei wurde er schwer verwundet und wegen seiner aus der Verwundung resultierenden Behinderung einer Reserveeinheit zugeteilt. Im Juli 1865 verließ er das Militär.
Im Jahr 1868 zog Calderhead in das Harvey County in Kansas, wo er in der Nähe von Newton in der Landwirtschaft arbeitete. Im Jahr 1872 zog er in die Stadt Newton, wo er als Lehrer arbeitete und bis 1875 Jura studierte. In diesem Jahr wurde er als Rechtsanwalt zugelassen. Anschließend zog er nach Atchison, um als Lehrer zu arbeiten. Im Jahr 1879 begann er nach einem weiteren Umzug nach Marysville im Marshall County als Rechtsanwalt zu praktizieren. Zwischen 1889 und 1891 war er Bezirksstaatsanwalt im Marshall County.
Calderhead war Mitglied der Republikanischen Partei und wurde 1894 als deren Kandidat im fünften Distrikt von Kansas in das US-Repräsentantenhaus in Washington, D.C. gewählt. Dort trat er am 4. März 1895 die Nachfolge von John Davis an. Da er aber bereits bei den nächsten Wahlen William D. Vincent von der Populist Party unterlag, konnte Calderhead bis zum 3. März 1987 zunächst nur eine Legislaturperiode im Kongress absolvieren. Zwei Jahre später schaffte er aber die Rückkehr ins Repräsentantenhaus und war damit auch Vincents Nachfolger. Zwischen dem 4. März 1899 und dem 3. März 1911 verbrachte er sechs weitere Legislaturperioden im Kongress. Von 1903 bis 1907 war er Vorsitzender des Ausschusses zur Kontrolle der Ausgaben des Justizministeriums. Bei den Wahlen des Jahres 1910 wurde er von seiner Partei nicht für eine weitere Amtszeit nominiert.
Nach dem Ende seiner Zeit im Kongress arbeitete William Calderhead bis 1920 in Marysville als Anwalt. Dann zog er sich in den Ruhestand zurück, den er in Enid (Oklahoma) verbrachte, wo er 1928 verstarb. Er wurde in Marysville beigesetzt.